# Ghabou
Ghabou este un oraș în Mauritania.